# Karijärvi (Pajala socken, Norrbotten, 746878-181090)
Karijärvi är en sjö i Pajala kommun i Norrbotten och ingår i Kalixälvens huvudavrinningsområde. Karijärvi ligger i Torne och Kalix älvsystem Natura 2000-område.